# Taschir
Taschir (armenisch Տաշիր) ist eine Stadt in der Provinz Lori im Norden Armeniens unweit der Grenze zu Georgien. Der Ort wurde im Jahr 1844 gegründet.

## Geschichte
Die Gründung der Stadt fällt in die Zeit als das Gebiet des heutigen Armenien, das historische Ostarmenien, eine Provinz des Russischen Kaiserreichs war. Im Jahr 1844 wurde der Ort unter dem Namen Woronzowka von russischen Siedlern aus der Saratow-Region gegründet. Namensgeber war der russische Vizekönig des Kaukasus Michail Semjonowitsch Woronzow (1782–1856). Im Jahr 1846 wurde der Ort ein Teil des Gouvernement Tiflis.
Unter sowjetischer Herrschaft wurde der Ort im Jahr 1935 in Kalinino nach Michail Iwanowitsch Kalinin (1875–1946) umbenannt. 1961 wurde der Ortschaft der Status Siedlung städtischen Typs verliehen und sie wurde Zentrum des neuen Rajon Kalinino. 1983 erhielt die Siedlung vollen Stadtstatus.
Nach der Unabhängigkeit Armeniens 1991 wurde der Ort erneut umbenannt und erhielt den heutigen Namen Taschir in Erinnerung an einen historischen Kanton in der Zeit des Königreichs Armenien. Nach einer landesweiten Verwaltungsreform 1995 wurde die Stadt der Provinz Lori zugeordnet.

## Galerie

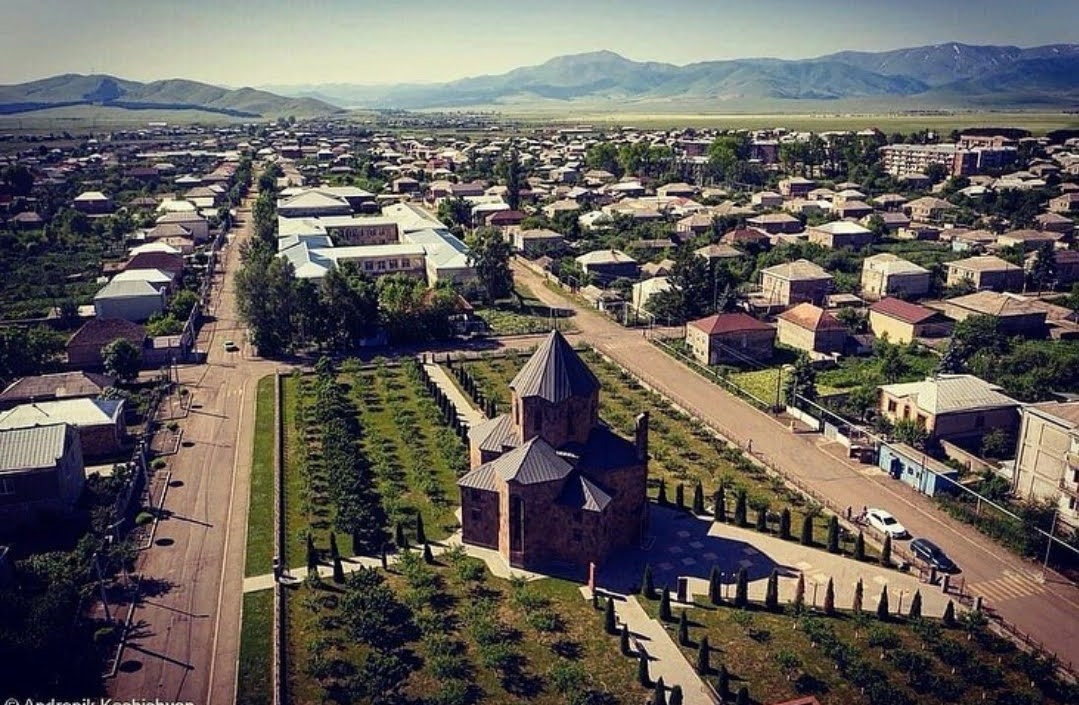
Kirche St. Sargis und Umgebung, 2020
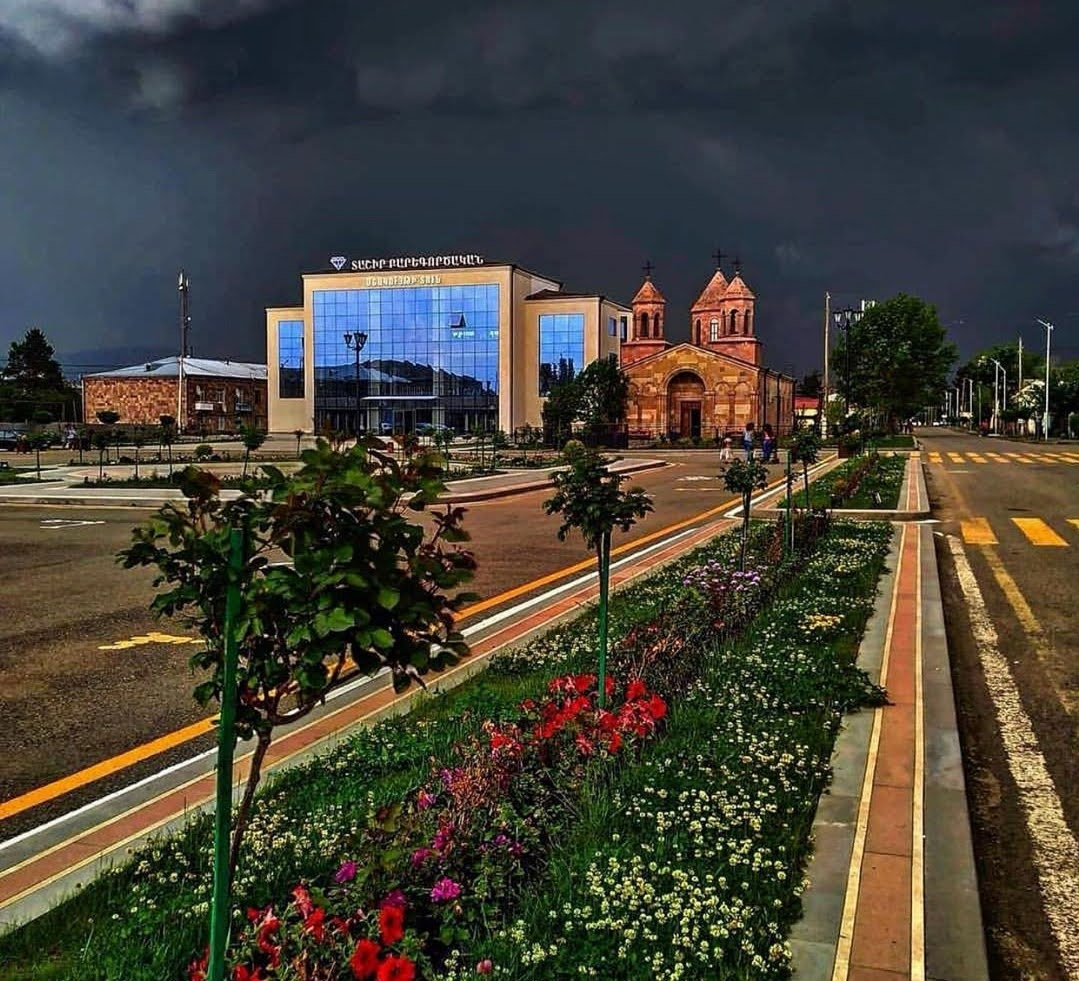
Im Zentrum (links das Kulturhaus), 2020
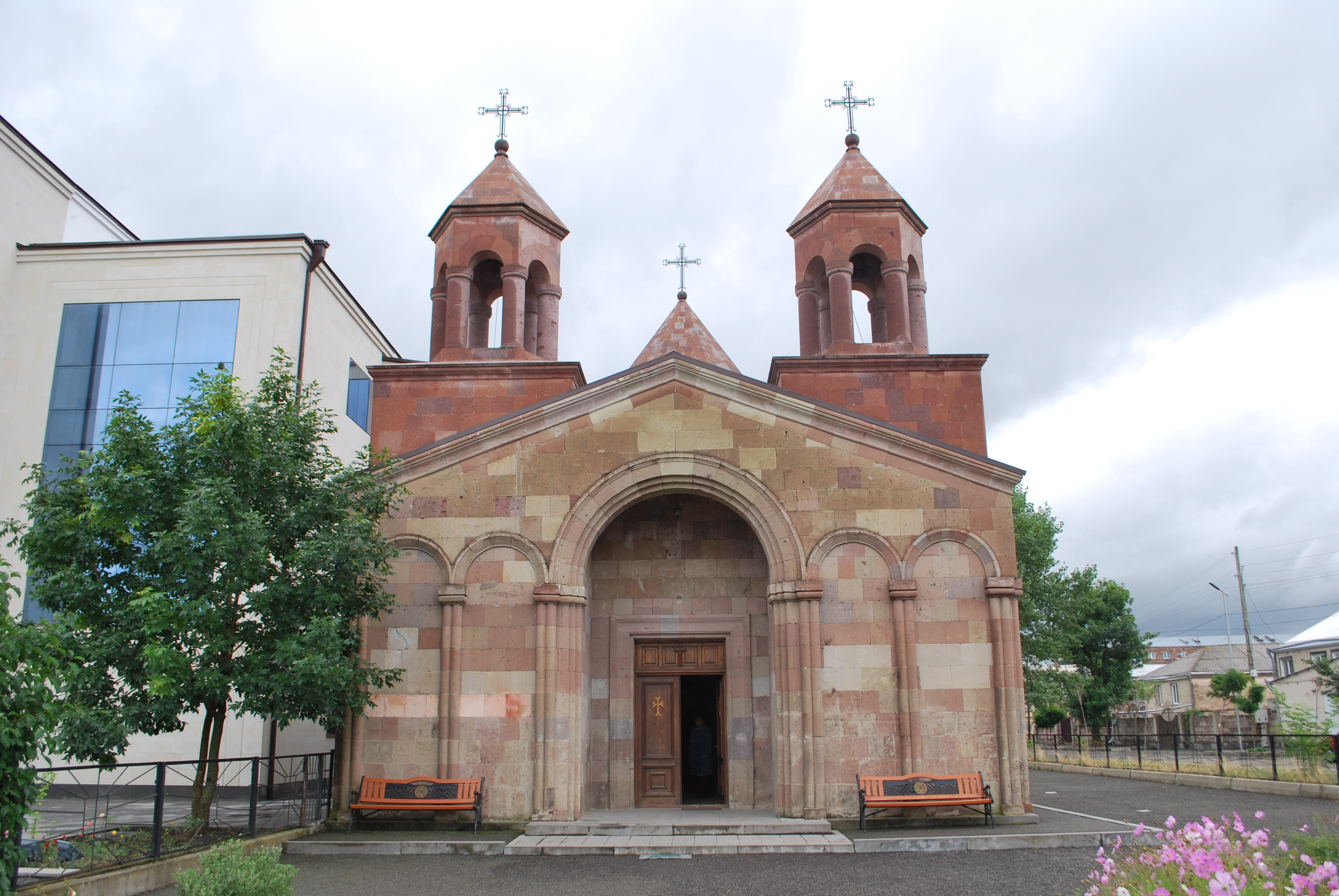
Kirche Mariä Himmelfahrt, 2019
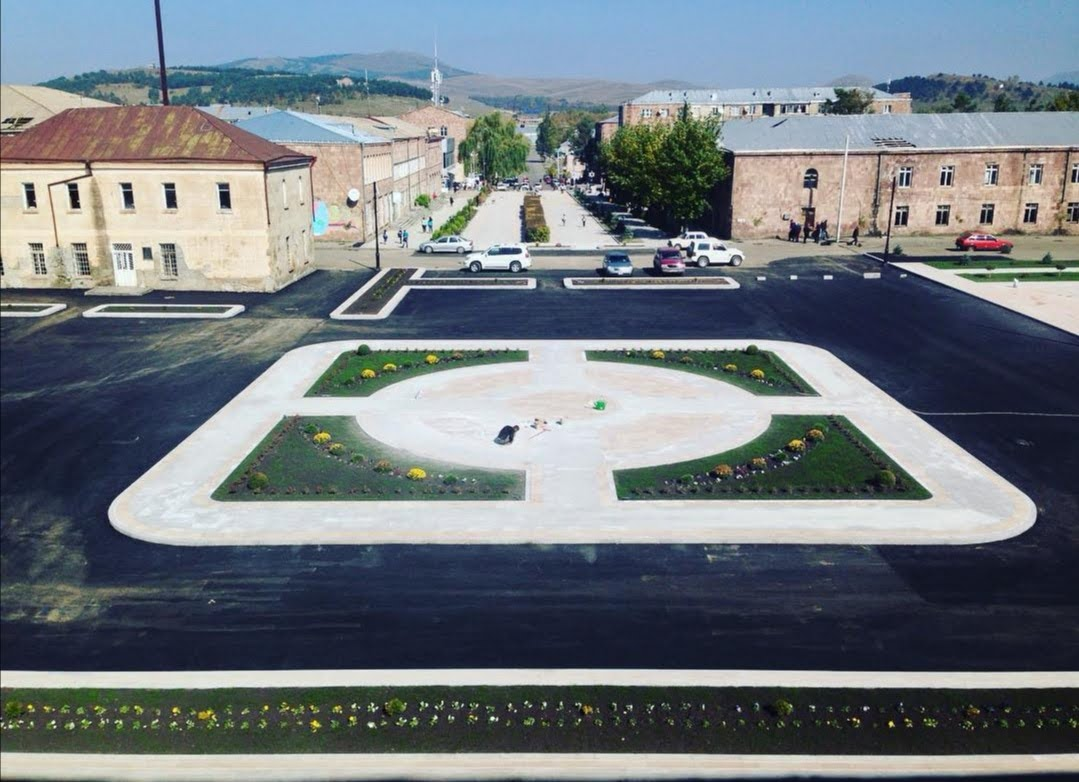
Einer der Plätze der Stadt, 2020
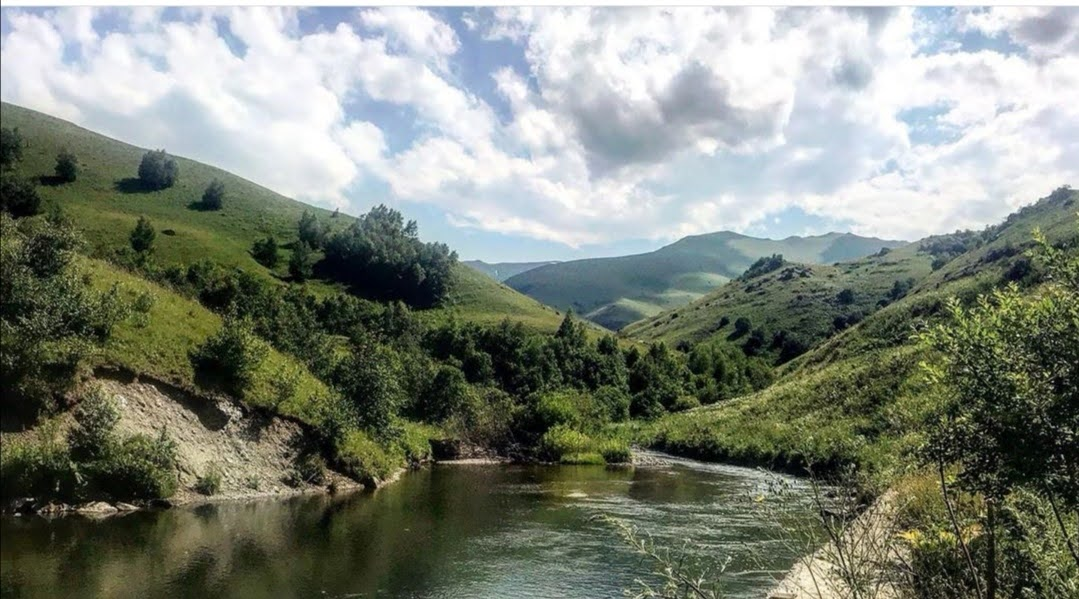
Der gleichnamige Fluss Taschir bei der Stadt, 2020
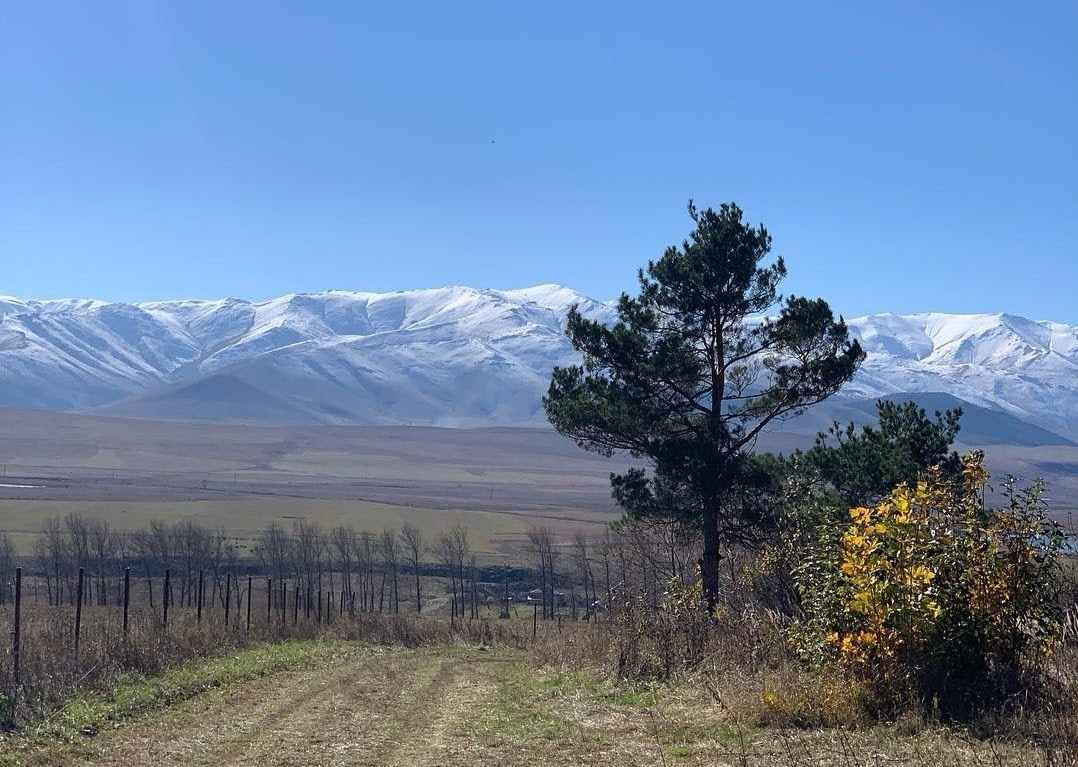
Berglandschaft bei Taschir, 2020
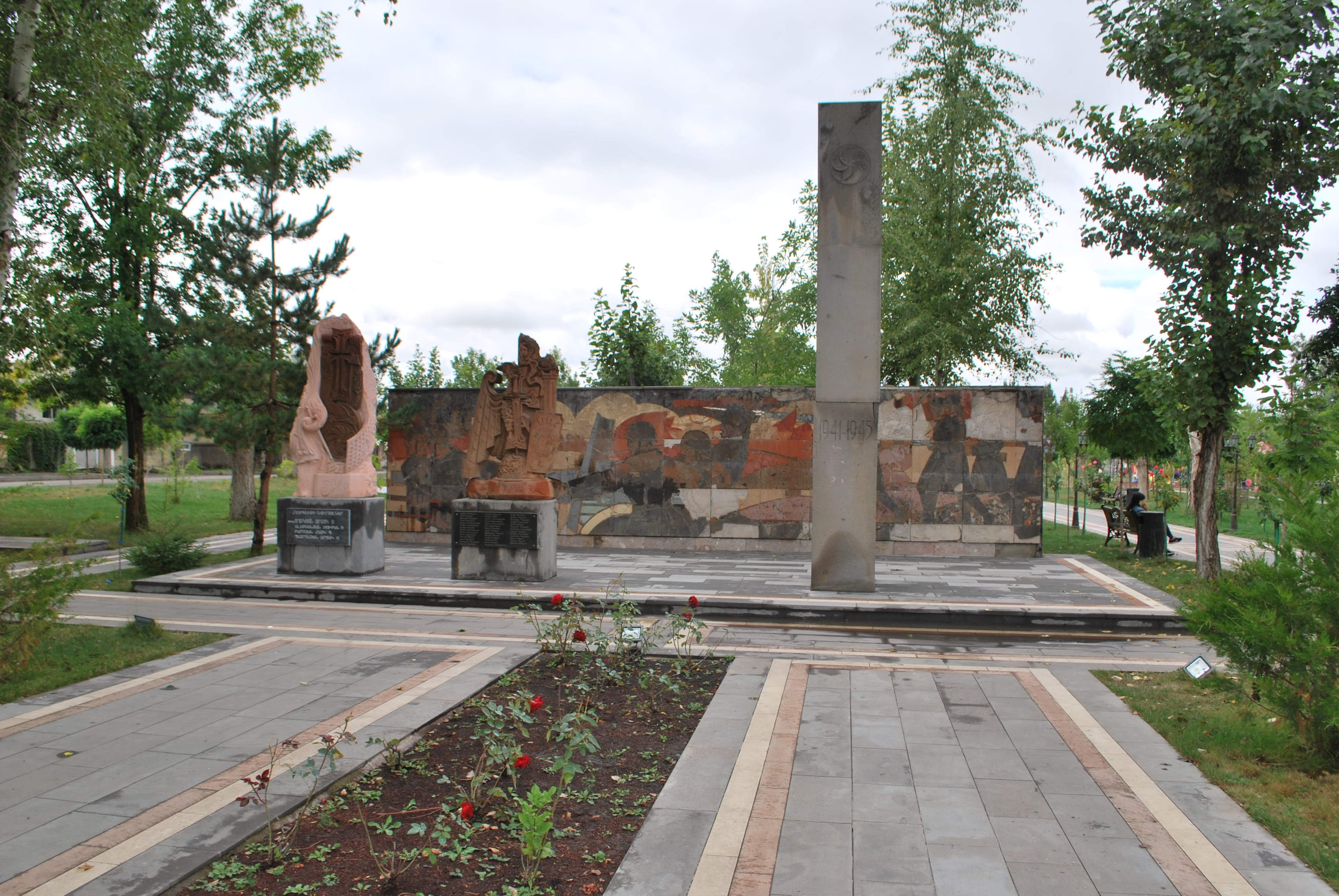
Gedenkstätte, 2019
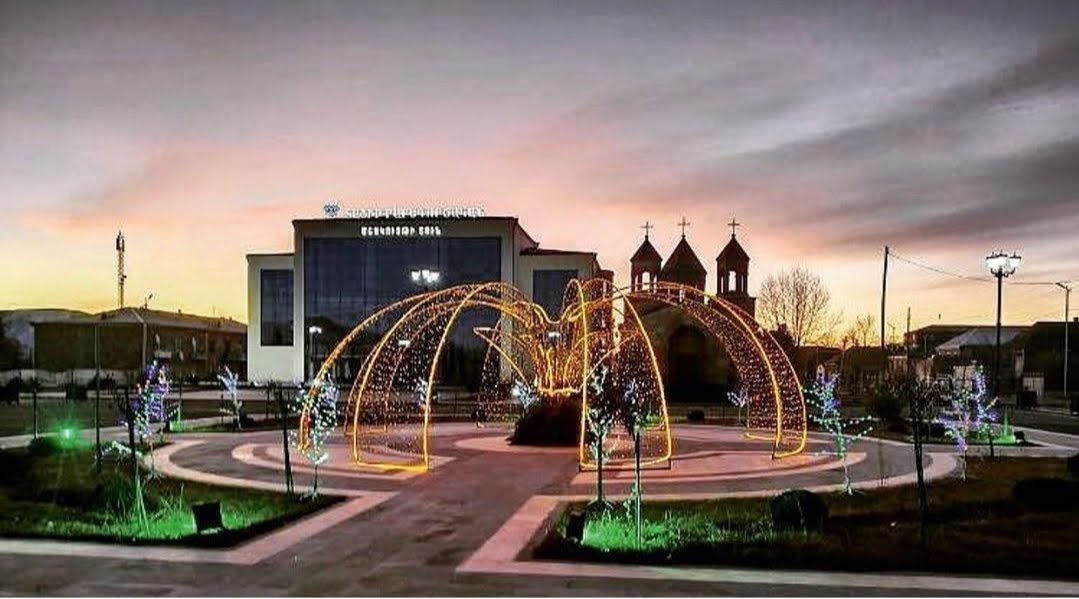
Kunstvolle Beleuchtung des Zentralplatzes, 2020

## Söhne und Töchter der Stadt
- Samwel Karapetjan (* 1965), russisch-armenischer Unternehmer und Milliardär
- Amar Sulojew (1976–2016), russisch-armenischer Mixed Martial Arts-Kämpfer jesidischer Abstammung
- Samir Alijew (Əliyev) (* 1979), aserbaidschanischer Fußballer